# Scaphytopius acuminatus
Scaphytopius acuminatus är en insektsart som beskrevs av Delong 1943. Scaphytopius acuminatus ingår i släktet Scaphytopius och familjen dvärgstritar. Inga underarter finns listade i Catalogue of Life.